# 坂田佳子
坂田 佳子（さかた けいこ、1972年12月26日 - )は、日本のジャズシンガー、YouTuber。福井県小浜市出身。大阪市西成区のあいりん地区にある萩之茶屋南公園（通称、三角公園）および道頓堀を拠点に活動している。

## 来歴
福井県小浜市出身。小浜の名家に育つ。小浜市立小浜小学校、小浜市立小浜中学校、福井県立若狭東高等学校卒業。大阪・北新地のジャズバーで初めてジャズの生演奏を聴いてとりこになり、ほぼ独学で学んだ。若い頃は美人であり、本人も「可愛かった」と話しており、ジャズシンガーを始めてすぐに美貌でスポンサーがついた。歌が下手なことからホステスに水をかけられたりしていた。
北新地のキャバクラで長年No.1であった。「社長たちはドMやからこの口調がウケた」と語っている。稼いだお金はすべて貯金していた。鳥取県と広島県広島市に居住していた時期がある。
ジャズシンガーとして有名になるにつれてスポンサーから過去のSNSをすべて消されたり、発言に気をつけるように見張られるようになったことから「籠の中の鳥になった」と思い、ストレスと現実逃避からお酒に手を出し、アルコール依存症を患う。
関西を中心にライブハウスやホテルなどで活動。ジャズに限らずロック、シャンソン、ポップスなども歌い、関西発インターネットラジオ「レディオ・バルーン」では毎週木曜日夜に自身の番組を持っている。

### ジョーブログとの関係とアルコール依存症
ジョーブログ(以下、ジョー)のYouTubeチャンネルに出演し、「西成家族」のメンバーとして参加していた。ジョーからはスメアゴル、ドビーと呼ばれる事がある。
酒癖の悪さが原因であいりん地区のほぼ全ての飲食店を出入禁止にされていることから、ジョーの動画の企画において出入禁止の店舗数件にジョーに免じて特別に受け入れてもらっていた。一方で、酒絡みの素行が悪化していることを鑑み、ジョーは2022年9月18日に投稿した動画で坂田と距離を置くことを発表した。
2022年10月3日にジョーが投稿した動画で禁酒に向けて頑張って行くことを発表したが、病気を治す意思が薄く、メンバーに数々の迷惑を掛けてきた。同年11月半ば過ぎには吐血を催す事態にまで発展したが、それでも体を労わる意思は無く、メンバーにも悪態をつく有様であることを鑑みたジョーの判断によって「西成家族」から事実上の脱退処分となり、以後の動画への出演も無期限見合わせとなった。その後の病状は生命の危険が懸念されるレベルの極めて深刻な状態であるという。ジョーは自分のファンに「坂田佳子にお酒をあげないでほしい」と忠告をしている。

## 人物
趣味はスーパーマーケット巡り。好きな食べ物はポテトサラダ。料理も得意であり、食べ物の中に何が入っているかをすべて把握でき、アレンジの仕方も詳しい。「もう解放してください」と夫に言われたことから別居しているが、籍はまだ入っている。
見た目がフワちゃんに似ている事を、よくネタにされる。矢部浩之も一目見て「登場がフワちゃんと一緒」と語っている。
人差し指と親指を反らしながら指差しする癖がある。また「べー」「ばぁー」と舌を出す癖もある。

## ディスコグラフィー

### アルバム
| No. | リリース日    | タイトル         | レーベル                 | 規格   | カタログ番号 | 備考                       |
| --- | ------------- | ---------------- | ------------------------ | ------ | ------------ | -------------------------- |
| 1   | 2016年5月27日 | 『ひざまくら』   | インディーズレーベル     | 12cmCD | WITH-1130    | 坂田恵子と柴田コウメイ名義 |
| 2   | 2020年3月6日  | 『祈り〜Prayer』 | オーセンティックレコード | 12cmCD | ARCD-1901    |                            |

## 出演

### テレビ
- 今ちゃんの「実は…」（2022年5月18日、朝日放送）
- 日曜ビッグバラエティ ハイパーパトロール【真夏の繁華街で人生のぞいてみた!】（2022年8月14日、テレビ東京系列）
- ザ・ノンフィクション 彼女が旅に出る理由 〜すれ違う母と娘の行方〜（2022年8月21日、フジテレビ）
- ダウンタウンDX ミラクルひかるによる坂田佳子のものまね（2022年8月25日、読売テレビの制作により、日本テレビ系列局）
- アウト×デラックス2022 禁断の復活 レジェンド大集合SP（2022年12月30日、フジテレビ系列）
- ロケバナシGP（2023年1月1日深夜、TBS）
- 渋谷電光掲示板（2023年2月2日正午）
- ハートフルワールド＜第1回：大阪・西成編＞（2023年2月13日深夜、CBCテレビ）
- ひらけ!パンドラの箱 アンタッチャブるTV 「アンタッチャブルの謎レビューツアー」大阪編（2023年5月9日、関西テレビの制作により、フジテレビ系列）

### ラジオ
- JAZZ GROOVE〇〇な話（2016年から1年間[4]、Kiss FM KOBE[5]）

### インターネットラジオ
- 坂田佳子とJAZZるnight（RADIO BALLOON 毎週木曜21:00 - 22:00、再放送 毎週月曜18:00 - 19:00）[6]